# Ultra Bra
Ultra Bra var ett finskt pop- och rockband med politiska undertoner. Bandet grundades 1994 och upplöstes 2001. Därefter skedde en rad återföreningar 2007, 2012 och 2017. Under 2024 tillkännagav bandet ännu en återförening inför två konserter på Helsingfors Olympiastadion 2025, och släppte två nya låtar.

## Historia
Bandet grundades ursprungligen för en sångtävling som anordnades av Finlands demokratiska ungdomsförbund (numera Vänsterunga). Efter att ha vunnit tävlingen ville en del av medlemmarna ändå fortsätta skapa musik och bandet blev ett "riktigt" band.
Ultra Bra släppte sin första EP Houkutusten kiihottava maku i juli 1995. Det första albumet Vapaaherran elämää släpptes i september 1996 och valdes till årets album i tidningen Rumba. Nästa album, Kroketti, släpptes nästa år och sålde dubbelplatina. Låten Sinä lähdit pois släpptes som singel och spelades mycket i radio. 
Bandets tredje album, Kalifornia, släpptes i mars 1999. Den sålde omedelbart guld under sin första releasevecka och placerade sig nummer ett på albumlistan.
Ultra Bras fjärde album Vesireittejä släpptes i oktober år 2000 och sålde platina. 2001 bestämde sig bandet för att sluta och släppte därför dubbelsamlingen Sinä päivänä kun synnyin. Bandet spelade fem på varandra följande avskedskonserter på Tavastiaklubben i Helsingfors.
Författarna Ville Similä och Mervi Vuorela har skrivit en bok om bandet, Ultra Bra - Sokeana hetkenä, som publicerades 2018.
Bandet återförenades ännu en gång 2024 och släppte två nya singlar, Aarre och Toivo, samt meddelade att de skulle ge två konserter på Helsingfors Olympiastadion i augusti 2025. Under sommaren 2025 uppträdde bandet på festivalerna Pori Jazz, Qstock och Ruisrock.

## Medlemmar

### Sångare
- Vuokko Hovatta
- Terhi Kokkonen
- Anna Tulusto (till 1998)
- Arto Talme
- Olli Virtaperko

### Musikanter
- Kerkko Koskinen, piano
- Joel Melasniemi, gitarr
- Antti Lehtinen, trummor
- Tommi Saarikivi, bas
- Jan Pethman, slagverk
- Kari Pelttari, trumpet
- Ilmari Pohjola, trombon
- Marko Portin, saxofon

## Diskografi
- Houkutusten kiihottava maku  (1995,  EP)
- Vapaaherran elämää  (1996)
- Kroketti  (1997)
- Kalifornia  (1999)
- Vesireittejä  (2000)
- Sinä päivänä kun synnyin  (2001, samlingsalbum)
- Sinä päivänä kun synnyimme  (2017, samlingsalbum)